# Ambasciatore del Regno Unito in Francia

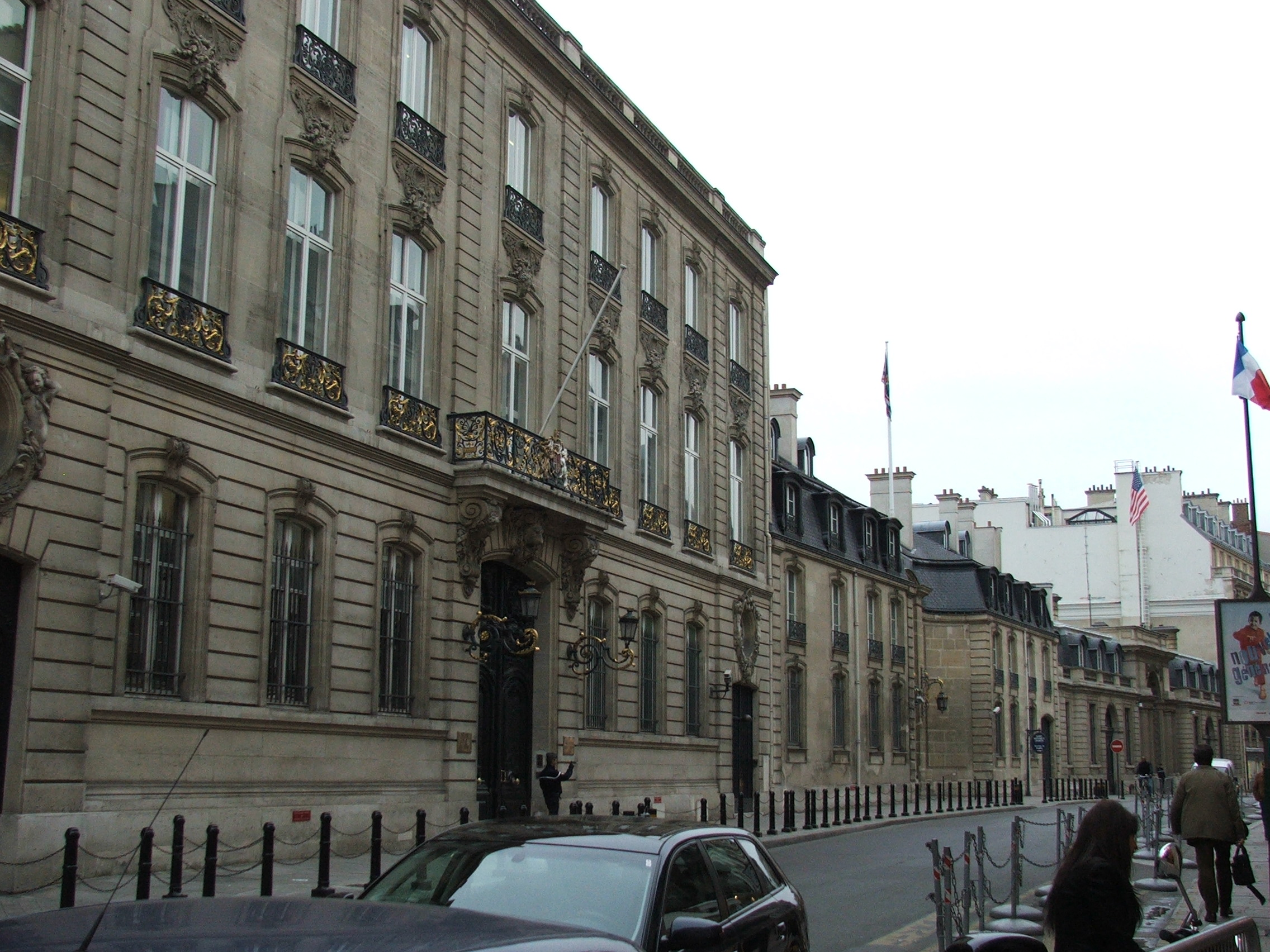
Ingresso dell'ambasciata britannica a Parigi

L'ambasciatore del Regno Unito in Francia (in francese: ambassadeur britannique en France) è la maggiore carica diplomatica rappresentativa del Regno Unito in Francia e capo della missione diplomatica a Parigi. Il titolo ufficiale in inglese è Her Britannic Majesty's Ambassador to France.
Tradizionalmente l'Ambasciata di Francia è tra le più prestigiose del Regno Unito in quanto per secoli i due paesi hanno gestito i delicati equilibri dell'Europa.
Dal 2011, l'ambasciatore britannico in Francia è Peter Westmacott.

## Ambasciatori e ministri plenipotenziari in Francia
Per gli inviati in Francia prima della creazione del Regno Unito nel 1801 vedi ambasciatore del Regno d'Inghilterra in Francia (per il periodo sino al 1707) e ambasciatore del Regno di Gran Bretagna in Francia (dal 1707 al 1800).

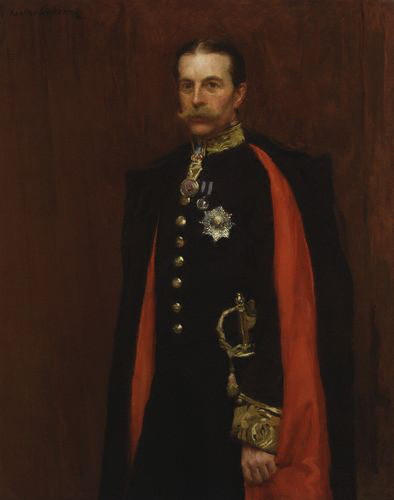
L'ambasciatore britannico dal 1922 al 1928

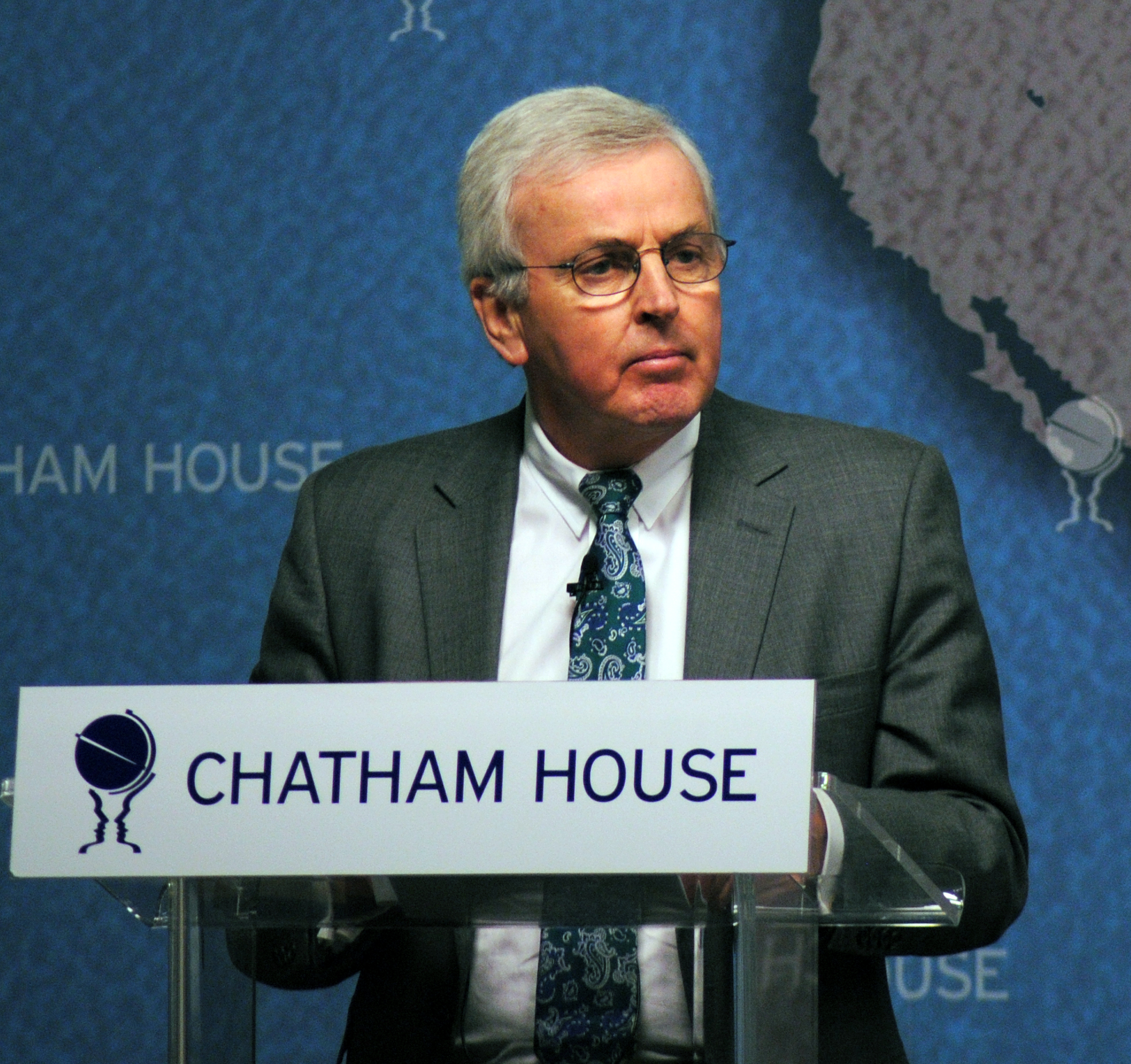
L'ambasciatore britannico dal 2001 al 2007 (foto del 2013)

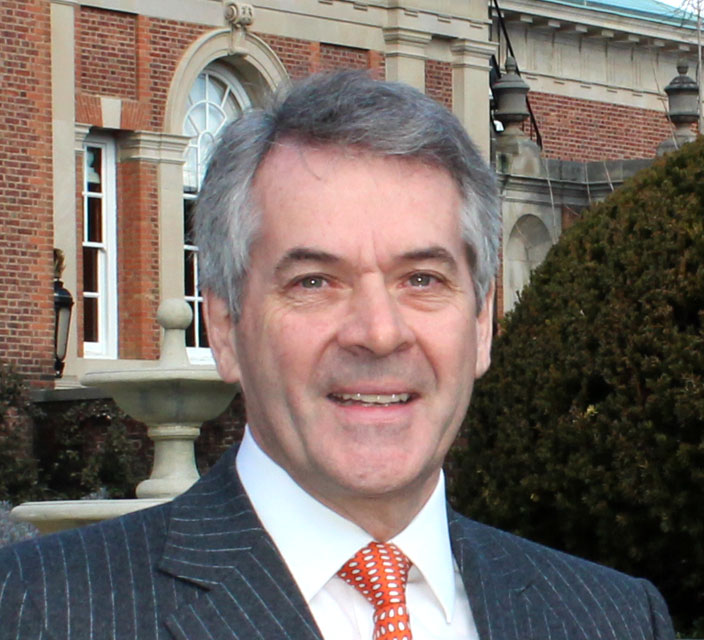
L'ambasciatore britannico dal 2007 al 2012

- Nessun rappresentante dal 1792 al 1801, a causa delle guerre rivoluzionarie francesi
- 1801-1802: Charles Cornwallis, I marchese Cornwallis, plenipotenziario
- 1802-1803: Charles Whitworth, I conte Whitworth[1]
- Nessun rappresentante dal 1803 al 1814, a causa delle guerre napoleoniche
- 1806: Francis Seymour-Conway, III marchese di Hertford e James Maitland, VIII conte di Lauderdale, plenipotenziari[1]
- 1814-1815: Arthur Wellesley, I duca di Wellington[1]
- 1815-1824: Charles Stuart, I barone Stuart de Rothesay[1]
- 1824-1828: Granville Leveson-Gower, I conte Granville[1]
- 1828-1830: Charles Stuart, I barone Stuart de Rothesay[1]
- 1830-1835: Granville Leveson-Gower, I conte Granville[1]
- 1835: Henry Wellesley, I barone Cowley[1]
- 1835-1841: Granville Leveson-Gower, I conte Granville[1]
- 1841-1846: Henry Wellesley, I barone Cowley[1]
- 1846-1852: Constantine Henry Phipps, I marchese di Normanby[1]
- 1852-1867: Henry Wellesley, I conte Cowley[1]
- 1867-1887: Richard Lyons, I visconte Lyons
- 1887-1891: Robert Bulwer-Lytton, I conte di Lytton
- 1891-1896: Frederick Hamilton-Temple-Blackwood, I marchese di Dufferin e Ava
- 1896-1905: Edmund Monson, I baronetto[2]
- 1905-1918: Francis Leveson Bertie, I visconte Bertie di Thame
- 1918-1920: Conte di Derby
- 1920-1922: Charles Hardinge, I barone Hardinge di Penshurst
- 1922-1928: Robert Crewe-Milnes, I marchese di Crewe
- 1928-1934: William Tyrrell, I barone Tyrrell
- 1934-1937: George Clerk
- 1937-1939: Eric Phipps
- 1939-1940: Ronald Hugh Campbell
- Nessun rappresentante dal 1940 al 1944 a causa dell'occupazione tedesca della Francia durante la seconda guerra mondiale
- 1944-1948:  Duff Cooper, (già rappresentante ad Algeri dal 1943)
- 1948-1954: Oliver Charles Harvey, I barone Harvey di Tasburgh
- 1954-1960: Gladwyn Jebb
- 1960: Frederic Salusbury (morto in carica)
- 1960-1965: Pierson Dixon
- 1965-1968: Paddy Reilly
- 1968-1972: Christopher Soames
- 1972-1975: Edward Tomkins
- 1975-1979: Nicholas Henderson
- 1979-1982: Reginald Hibbert
- 1982-1987: John Fretwell
- 1987-1993: Ewen Fergusson
- 1993-1996: Christopher Mallaby
- 1996-2001: Michael Jay, barone Jay di Ewelme
- 2001-2007: John Holmes
- 2007-2012: Peter Westmacott
- 2012-2015: Peter Ricketts
- 2016: Julian King
- 2016-: Edward Llewellyn (designato)